# Región Centro (Argentina)
La Región Centro es un bloque de integración regional, fruto de una decisión política consensuada por los gobernadores de Entre Ríos, Córdoba y Santa Fe, creado con el objeto de «promover el desarrollo económico, social y humano, en virtud de lo establecido en el Art. 124 de la Constitución Nacional». Esta región es una de las cuatro regiones para el desarrollo económico y social de la República Argentina. A partir de su conformación se han fortalecido los vínculos institucionales, culturales y económicos de la zona considerada como el corazón productivo del país.   
Está ubicada al centro-este de la geografía Argentina, limitando al norte con Norte Grande Argentino, al este con Uruguay, al sur con la provincia de Buenos Aires y Patagonia, y al oeste con Cuyo. Posee una población en el año 2022 de 8 811 391 hab. lo que la coloca en segundo lugar entre las cuatro regiones —tras Norte Grande Argentino y por delante de Nuevo Cuyo y Patagonia—, en cuanto a superficie es la menos extensa con 377 109 km², y con 19,2 hab/km² es la más densamente poblada. 
Esta región contiene un PBI per cápita de 12 194 dólares.[cita requerida]

## Población
| Provincia  | Pob. (2022) | Sup. (km²) km² | Capital  |
| ---------- | ----------- | -------------- | -------- |
| Córdoba    | 3 840 905   | 165 321        | Córdoba  |
| Santa Fe   | 3 554 908   | 133 007        | Santa Fe |
| Entre Ríos | 1 425 578   | 78 781         | Paraná   |
| Total      | 8 811 391   | 377 109        | -        |

## Tratado de Integración Regional entre las Provincias de Córdoba y de Santa Fe
La Región Centro fue creada por el Tratado de Integración Regional entre las Provincias de Córdoba y de Santa Fe del 15 de agosto de 1998, firmado entre las provincias de Córdoba y Santa Fe.  

Art. 1. Crear la Región Centro de la Argentina integrada por las Provincias de Córdoba y Santa Fe con el fin de promover el desarrollo económico y social en virtud de lo establecido en el Art. 124 de la Constitución Nacional y el desarrollo humano, la salud, la educación, la ciencia, el conocimiento y la cultura de conformidad a lo estipulado en el Art. 125 de la referida Ley Suprema de la Nación.

El tratado fue aprobado por las legislaturas de Córdoba (1998), Santa Fe (1998)

## Acta de Integración de la Provincia de Entre Ríos al Tratado de Integración Regional
La provincia de Entre Ríos se incorporó el 6 de abril de 1999 mediante el Acta de Integración de la Provincia de Entre Ríos al Tratado de Integración Regional de las Provincias de Santa Fe y Córdoba. La legislatura provincial aprobó el tratado en 2004.

Art. 1: La Provincia de Entre Ríos por este acto adhiere a los términos del TRATADO DE INTEGRACIÓN REGIONAL que suscribieran los Señores Gobernadores de las Provincias de Córdoba y Santa Fe el 15 de agosto de 1998...

## Órganos regionales
Junta de gobernadores:

Órgano Superior de la Región Centro integrado por los Primeros Mandatarios de las Provincias miembros. Le incumbe la conducción política del proceso de integración y la promoción de todas las acciones necesarias para el cumplimiento de los objetivos establecidos en el artículo primero del Tratado de Integración Regional. 
Comité ejecutivo:

Es el órgano de la Región Centro encargado de implementar y ejecutar las políticas regionales consensuadas por la Junta de Gobernadores. Está integrado por los Ministros de las Provincias signatarias, o funcionarios de máximo rango por cartera (Secretarios de Estado, titulares de entes autárquicos, etc.), o representantes jerárquicamente equiparables que designe cada provincia signataria de conformidad con el ordenamiento jurídico público que rija en la misma. El Comité Ejecutivo está conducido por una Mesa Ejecutiva, integrada por un representante de cada provincia.
Secretaría administrativa
 
Es un órgano de coordinación técnico - administrativo de la Región Centro, encargado de administrar y organizar el proceso de integración regional, ejecutar las actividades que les sean encomendadas por la Junta de Gobernadores y el Comité Ejecutivo, velar por el cumplimiento de los compromisos asumidos en el marco de los Tratados Fundacionales y normativa derivada, y con capacidad de asistencia técnica y logística de los restantes órganos de la Región Centro.
Con motivo de la declaración de la Pandemia internacional COVID-19 y ante la adaptación de todo el trabajo a modalidades virtuales, el Comité Ejecutivo de la Región Centro, propuso la creación de la Secretaría Administrativa On Line, un espacio remoto de gestión y seguimiento de las acciones con disponibilidad full time que acompañe a cada habitante y comunidad a fin de contribuir a las acciones contra la enfermedad. La Secretaría funciona a través de mecanismos virtuales con un representante por cada una de las tres provincias.
Comisión parlamentaria conjunta:
 
En su seno deliberan cuatro comisiones internas permanentes:
1) La COMISIÓN DE ECONOMÍA Y PRODUCCIÓN: a quien le compete dictaminar respecto a todo asunto o proyecto vinculado a las actividades primarias, industriales, comerciales y de medio ambiente.
2) La COMISIÓN DE INFRAESTRUCTURA Y SERVICIOS: a quien le compete dictaminar respecto a todo asunto relacionado con obras viales de interconexión, infraestructura ferroviaria- Corredor Bioceánico, obras hidráulicas, acueductos, energía, comunicaciones, transporte y servicios.
3) La COMISIÓN DE LEGISLACIÓN GENERAL: le compete dictaminar respecto a todo asunto y proyecto referido a criterios legislativos comunes en materia de salud, educación, seguridad, administración de justicia, entre otras, compatibilización de legislación tributaria de las jurisdicciones de las provincias miembro, evasión impositiva entre otras.
4) La COMISIÓN DE ASUNTOS INSTITUCIONALES Y DE MUNICIPIOS Y COMUNAS: le compete dictaminar acerca de los asuntos o proyectos relacionados con definir el rol y modo de inserción de instituciones privadas y/o públicas, ONG, universidades, municipios y comunas en un concepto de región, zonas limítrofes, regulación de situaciones de contacto interjurisdiccional en temas de educación, salud, trabajo, seguridad y de los corredores productivos. 
La duración del mandato de los integrantes de la Comisión Interparlamentaria será determinada por cada Cámara de origen, procurando que no sea inferior a dos años, a los efectos de favorecer la necesaria continuidad. La Comisión sólo podrá integrarse por legisladores en el ejercicio de su mandato. Los cargos de la mesa ejecutiva, en los que se alternarán los legisladores de las provincias miembro en forma rotativa, se renovarán anualmente. Mientras no se designen nuevas autoridades, continuarán en el ejercicio del cargo las anteriores. El Plenario será la autoridad máxima de la Comisión Parlamentaria Conjunta.

## Foros de la Sociedad Civil
Dentro del esquema de alianza y cooperación regional, el rol de la Sociedad Civil es central para otorgar dinamismo y sustentabilidad al proceso. En consonancia con esta visión surgen los Foros de la Región Centro. Se trata de espacios que representan a las entidades profesionales, universitarias, empresariales y laborales. Los foros han ampliado la discusión y participación de los ciudadanos en la conformación de una agenda regional que los encuentre como protagonistas de la Integración.

### Foro de Entidades Empresariales y de la Producción
Este Foro de la Sociedad Civil se destaca por integrar a un espacio de diálogo concertado a empresas, industrias y representantes de los sectores económicos más importantes de la Región. Su objetivo es desarrollar proyectos que potencien las fortalezas y los recursos de la zona, y la búsqueda de estrategias comunes que beneficien al conjunto.

### Foro de Entidades Profesionales
Diferentes cuerpos profesionales suman su mirada y su capacidad de acción a sostener una Región integrada con propuestas articuladoras. Éste cómo los demás Foros de la Región Centro, se reúnen y a partir de consensos elevan proyectos para trabajar autónomamente o en conjunto con el ámbito público.

### Foro de Organizaciones del Trabajo
Trabajadores, sindicatos, cooperativas, forman parte de este Foro que impulsa el acceso al trabajo digno y que lucha por la erradicación del trabajo infantil y la violencia laboral y otras formas de discriminación. A su vez que propone diversas herramientas para fomentar el empleo decente en toda la zona. 

### Foro de Universidades Ciencia y Tecnología
El Foro Universidades contribuye con el análisis permanente de la realidad de la Región, aportando una visión crítica y propositiva a los diversos problemas que van surgiendo; como así también alternativas creativas para contribuir desde el lugar de producción de conocimiento al desarrollo de las comunidades. 

## Cronología de la integración
15 de noviembre de 1973: En Santa Fe la Vieja (Cayastá) se firmó la Carta de Intención que manifiesta el interés político de las tres provincias en un unirse. Fueron signatarios del Acta los gobernadores Silvestre Begnis (Santa Fe), Ricardo Obregón Cano (Córdoba) y Juan Cresto (Entre Ríos).
9 de mayo de 1998: Declaración de los gobernadores Ramón Mestre (Córdoba) y Jorge Obeid (Santa Fe) en el Fortín, que impulsó la creación de la Región Centro.
15 de agosto de 1998: Los gobernadores Mestre y Obeid, firmaron el Tratado de Integración Regional.
4 de noviembre de 1998: En Santa Fe, se reúnen los gobernadores Jorge Pedro Busti, Mestre, Obeid y Escobar (San Juan) para promover la “regionalización y los corredores bioceánicos”.
6 de abril de 1999: Entre Ríos se incorpora institucionalmente a la Región.
8 de abril de 1999: Gobernadores, legisladores, intendentes y empresarios de las tres provincias se reúnen con sus pares de San Juan y cruzan la Cordillera de los Andes para llegar al puerto chileno de Coquimbo. Más allá de su valor simbólico, este gesto es pretende apuntalar el trabajo común en la Región y los Corredores Bioceánicos. 
16 de agosto de 1999: En Paraná, con la participación del recientemente electo gobernador de Córdoba, José Manuel de la Sota, se ratifica el Acta del 6 de abril de 1999. En el encuentro se reafirma el objetivo de “asegurar la continuidad regional y el funcionamiento ininterrumpido de los órganos de la comunidad regional independientemente del cambio de autoridades y funcionarios que se susciten en las provincias signatarias”.
Febrero de 2004: Se realizan reuniones preparatorias en las tres provincias con la participación funcionarios gubernamentales, legisladores, instituciones académicas, sectores económicos, gremiales y profesionales.
29 de marzo de 2004: Córdoba es sede del primer encuentro oficial del ciclo “Región Centro: Instituciones, Sociedad y Economía”, impulsado por los tres gobiernos provinciales, con la participación de funcionarios gubernamentales, legisladores, instituciones académicas, sectores económicos, gremiales y profesionales. En esa oportunidad se trabajó en la temática “De la Institucionalidad Pública de la Región Centro, hacia la integración con el Mercosur”.
21 de abril de 2004: En el marco del segunda reunión del ciclo oficial desarrollada en Santa Fe, se acordó la creación de un órgano regional de participación y representación ciudadana: Consejo de la Sociedad Civil.
17 de mayo de 2004: En Paraná se realiza el tercer encuentro del ciclo oficial, denominado “Economía, Infraestructura y Producción”, en la que participaron los ministros de gobierno, economía y turismo de las tres provincias, con el objeto de establecer una visión intergubernamental común de cara a la articulación de estrategias y acciones conjuntas en las áreas mencionadas.
27 y 28 de julio de 2004: En la ciudad de Córdoba, los gobernadores José Manuel de la Sota (Córdoba), Jorge Busti (Entre Ríos) y Jorge Obeid (Santa Fe) presiden el relanzamiento de la Región Centro, en compañía del gobernador José Luis Gioja (San Juan), el intendente de la Región de Coquimbo, Chile, Felipe Del Río y el vicegobernador del Estado de Mato Grosso, Brasil, Egon Kakreke. 
En la oportunidad, se reglamenta el funcionamiento de la Junta de Gobernadores y del Comité Ejecutivo mediante la firma del Protocolo de Córdoba. También se suscriben tres convenios: el Acta Constitutiva de la Unión Industrial de la Región Centro (UIRCA), el Acta de Compromiso de Financiamiento entre el Fondo Fiduciario Federal de Infraestructura Regional y la Provincia de Córdoba y el primer Convenio de asistencia técnica con el Consejo Federal de Inversiones.

## Acciones de la Región Centro
La Región Centro ha realizado numerosas acciones concretas con miras a la integración regional; muchas de ellas, con la asistencia técnica y financiera del Consejo Federal de Inversiones (CFI).
La Región cuenta con un Plan Estratégico realizado con la participación de amplios sectores de la sociedad civil, la comunidad académica y distintos estamentos gubernamentales, a partir de la iniciativa de las provincias que la integran y el CFI.
Los Foros de la Sociedad Civil de la Región Centro (Entidades Empresarias y de la Producción; Organizaciones del Trabajo; Profesionales; y Universidades, Ciencia y Técnica) se encuentran en pleno funcionamiento. Hasta ahora, la actividad ha sido fecunda y la programación de acciones permite prever la continuidad en el esfuerzo de integración.
Entre las principales acciones llevadas adelante por la Región Centro se encuentran las siguientes:
11 al 15 de abril de 2005: Primera Misión Institucional y Comercial de la Región Centro con destino a la República Popular de China
(Shanghái y Pekín). 
2 al 9 de abril de 2006: Segunda Misión Institucional y Comercial de la Región Centro con destino a Sudáfrica (Johannesburgo y Ciudad del Cabo).
3 y 4 de mayo de 2006: en la Ciudad de Córdoba y en el marco de la IV Reunión Institucional de la Región Centro, se realizó el Seminario Internacional de Visión Prospectiva Regional “Complementación Regional para el acceso a los mercados del Pacífico”. Se trató del Primer Seminario de Sensibilización por el Plan Estratégico de la Región Centro. 
31 de mayo y 1 de junio de 2006: en la Ciudad de Santa Fe se realizó el Seminario Internacional “La Integración Regional: experiencias nacionales y latinoamericanas en la conformación de regiones”. Se trató del Segundo Seminario de Sensibilización por el Plan Estratégico de la Región Centro. 
2 y 3 de agosto de 2006: en la Ciudad de Paraná se realizó el “Seminario Internacional de Planificación Estratégica del Desarrollo Regional”. Se trató del Tercer Seminario de Sensibilización por el Plan Estratégico de la Región Centro. 
28 de agosto al 1 de septiembre de 2006: Tercera Misión Institucional y Comercial de la Región Centro con destino a la Federación de Rusia (Moscú y San Petersburgo).
9 y 10 de noviembre de 2006: en la Ciudad de Rosario se realizó el “Primer Taller de Visión Prospectiva”, como parte del Proceso de Formulación del Plan Estratégico Regional. 
21 de noviembre de 2006: en la Ciudad de Córdoba se realizó el “Taller de Integración Regional”, como parte del Proceso de Formulación del Plan Estratégico Regional. 
4 y 5 de diciembre de 2006: en la Ciudad de Victoria se realizó el “Segundo Taller de Visión Prospectiva”, como parte del Proceso de Formulación del Plan Estratégico Regional.
27 y 28 de febrero de 2007: en la Ciudad de Rosario y en el marco de la V Reunión Institucional de la Región Centro, se realizó la Presentación Pública del Plan Estratégico Regional.
7 al 11 de mayo de 2007: Cuarta Misión Institucional y Comercial de la Región Centro con destino a la India (Bombay y Nueva Delhi).
11 al 18 de noviembre de 2009: Quinta Misión Institucional y Comercial de la Región Centro con destino a Malasia y Singapur (Kuala Lumpur y Singapur).
11 al 16 de octubre de 2010: Sexta Misión Institucional y Comercial de la Región Centro con destino a Hong Kong y Cantón (Guangzhou).
23 de febrero al 5 de marzo de 2011: Séptima Misión Institucional y Comercial de la Región Centro con destino a Medio Oriente y Golfo Pérsico (Dubái).
7 de junio de 2012: se presentaron en la Ciudad de Córdoba los Estudios de Cadenas de Valor de Turismo y Electrónica e Informática.
3 de julio de 2012: se presentaron en la Ciudad de Santa Fe los Estudios de Cadenas de Valor Apícola y Carne y Cueros.
2 de agosto de 2012: se presentaron en la Ciudad de Paraná los Estudios de Cadenas de Valor Forestal y Foresto-industrial y de Maíz.
14 de junio de 2012: se presentó en la Ciudad de Paraná el “Programa
Regional Integrado para el Mejoramiento de la Seguridad Vial”, preparado por el Foro de Profesionales de la Región Centro.
23 y 24 de agosto de 2012: se realizó en la Ciudad de Rosario el “Seminario Integración de la Hidrovía Paraguay – Paraná en un Sistema de Transporte Multimodal de la Región Centro”. 
12 de setiembre de 2012: se realizó en la Ciudad de Venado Tuerto la Jornada "Energía en la Región Centro: Avances en materia de Energías Renovables y Tradicionales”.
Noviembre de 2012: Octava Misión Institucional y Comercial de la Región Centro con destino a la República Federativa del Brasil (Curitiba).
Diciembre de 2012: fue concluido el Estudio Cadena de Valor de la Maquinaria Agrícola.
24 de abril de 2013: se realizó en la Ciudad de Rafaela la Jornada “Políticas Públicas de Promoción y Desarrollo Emprendedor y Experiencias Emprendedoras”.
Mayo de 2013: fue concluido el Estudio Cadena de Valor Sector Automotriz – Autopartista.
11 de junio de 2013: se realizó en la Ciudad de Santa Fe la IX Reunión Institucional de la Región Centro, con el lema “15 años de integración regional: los desafíos de una articulación regional innovadora e inclusiva”.
Septiembre de 2013: se inició la ejecución de la propuesta “Relevamiento, Estudio y Análisis del Trabajo Decente. Observatorio del Trabajo Decente en la Región Centro”, a cargo el Foro de Organizaciones del Trabajo de la Región Centro.
7 de noviembre de 2013: se presentó en la Ciudad de Rosario el Estudio de Cadena de Valor Láctea.
14 de noviembre de 2013: se presentó en la Ciudad de Córdoba el Estudio de Cadena de Valor de la Maquinaria para la Industria Alimenticia.